# Cullompton
Cullompton är en stad och civil parish i Mid Devon i Devon i England. Orten har 7 609 invånare (2001). Byn nämndes i Domedagsboken (Domesday Book) år 1086, och kallades då Colitone.